# Synagoga w Nieświeżu
Synagoga w Nieświeżu zwana Główną lub Wielką (biał. Галоўная сінагога ў Нясвіжы) – żydowska bóżnica zbudowana w Nieświeżu na przełomie XVI i XVII wieku istniejąca do 1940. Do wybuchu II wojny światowej największa synagoga w mieście (jeden z siedmiu domów modlitewnych w Nieświeżu). Jedna ze starszych bóżnic, które powstały na terenach I Rzeczypospolitej, zamknięta przez władze sowieckie w 1940, zniszczona w okresie okupacji niemieckiej w 1941 i ostatecznie zburzona po 1945.
Powstała w II połowie XVI wieku lub na początku wieku XVII po pojawieniu się w mieście społeczności żydowskiej. Oficjalne pozwolenie na zbudowanie wolnostojącego domu modlitewnego nieświescy żydzi otrzymali od księcia Radziwiła-Sierotki w 1589.
Została zbudowana na planie czworokąta. W swym głównym zarysie była podobna do wzniesionej kilkadziesiąt lat wcześniej bóżnicy w Mińsku.

## Galeria

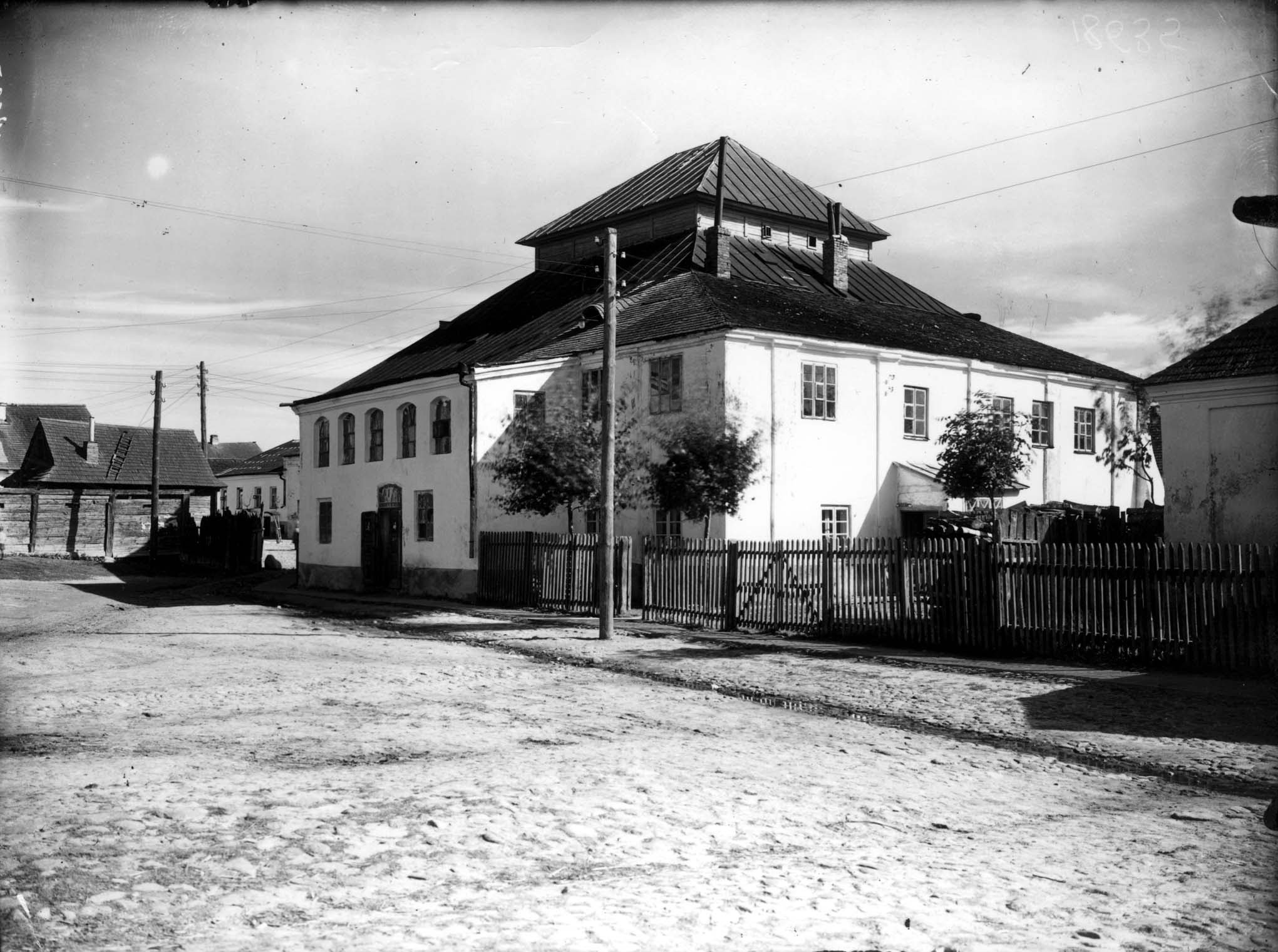
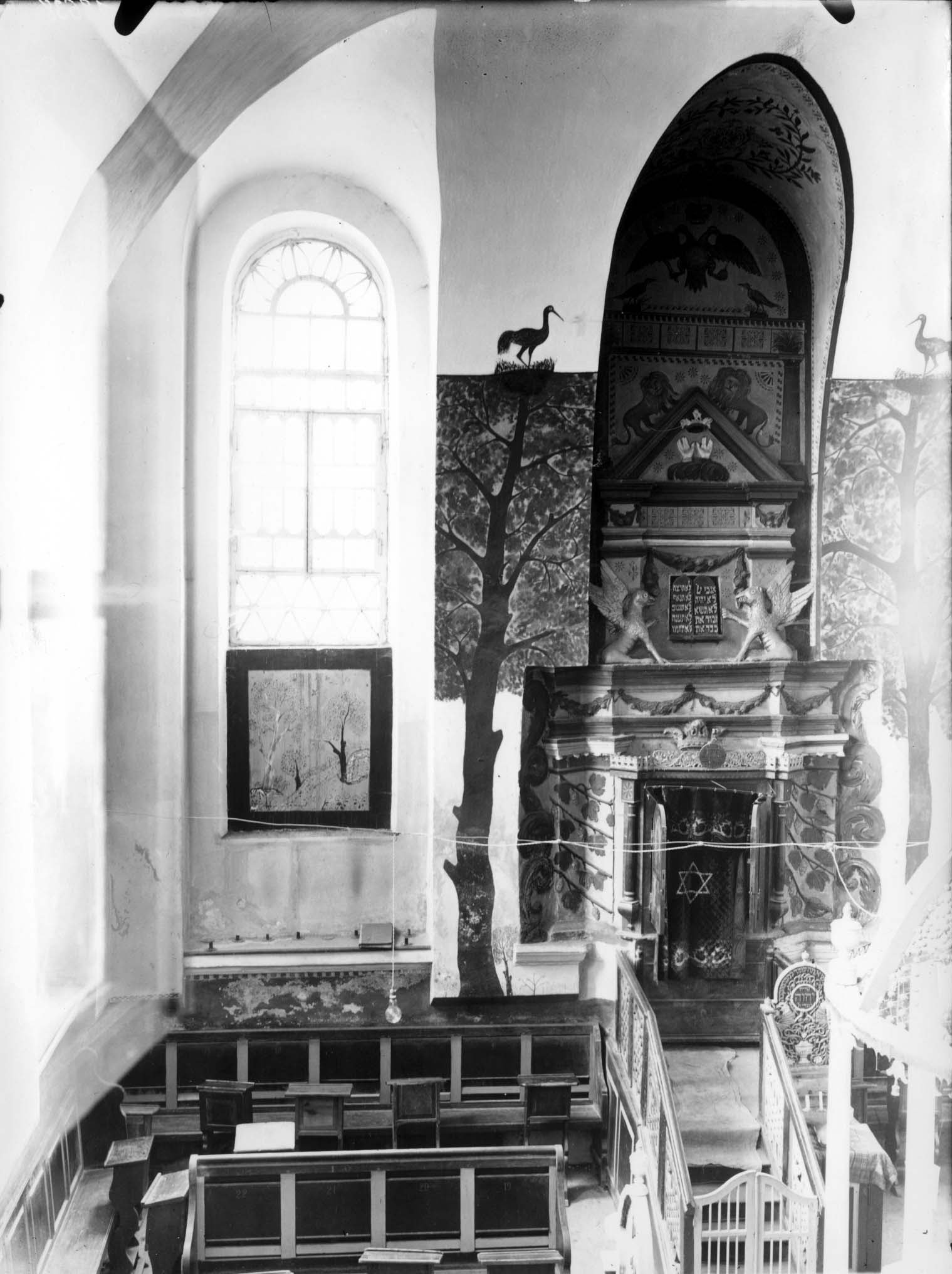
Wnętrze
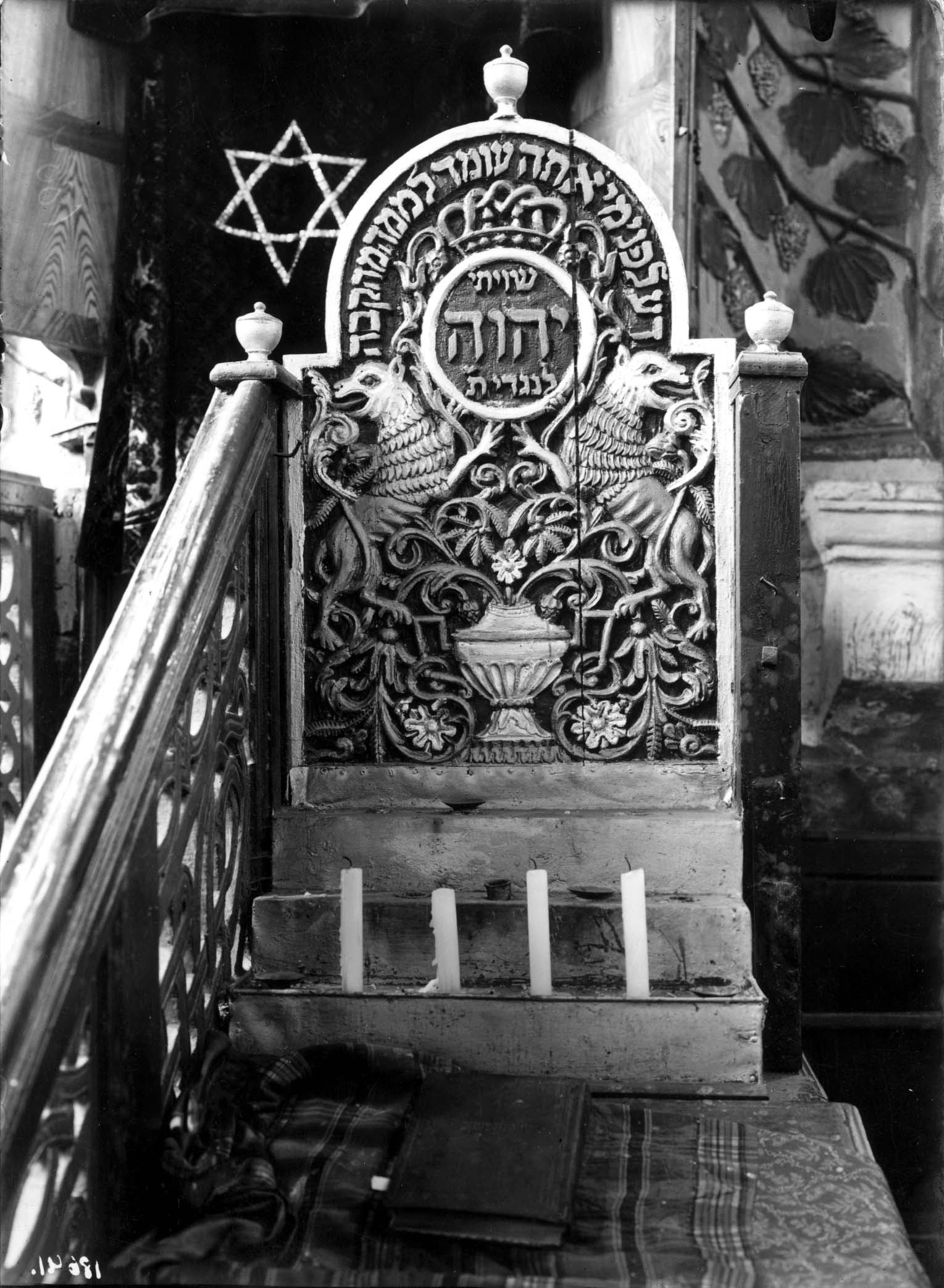
Amud
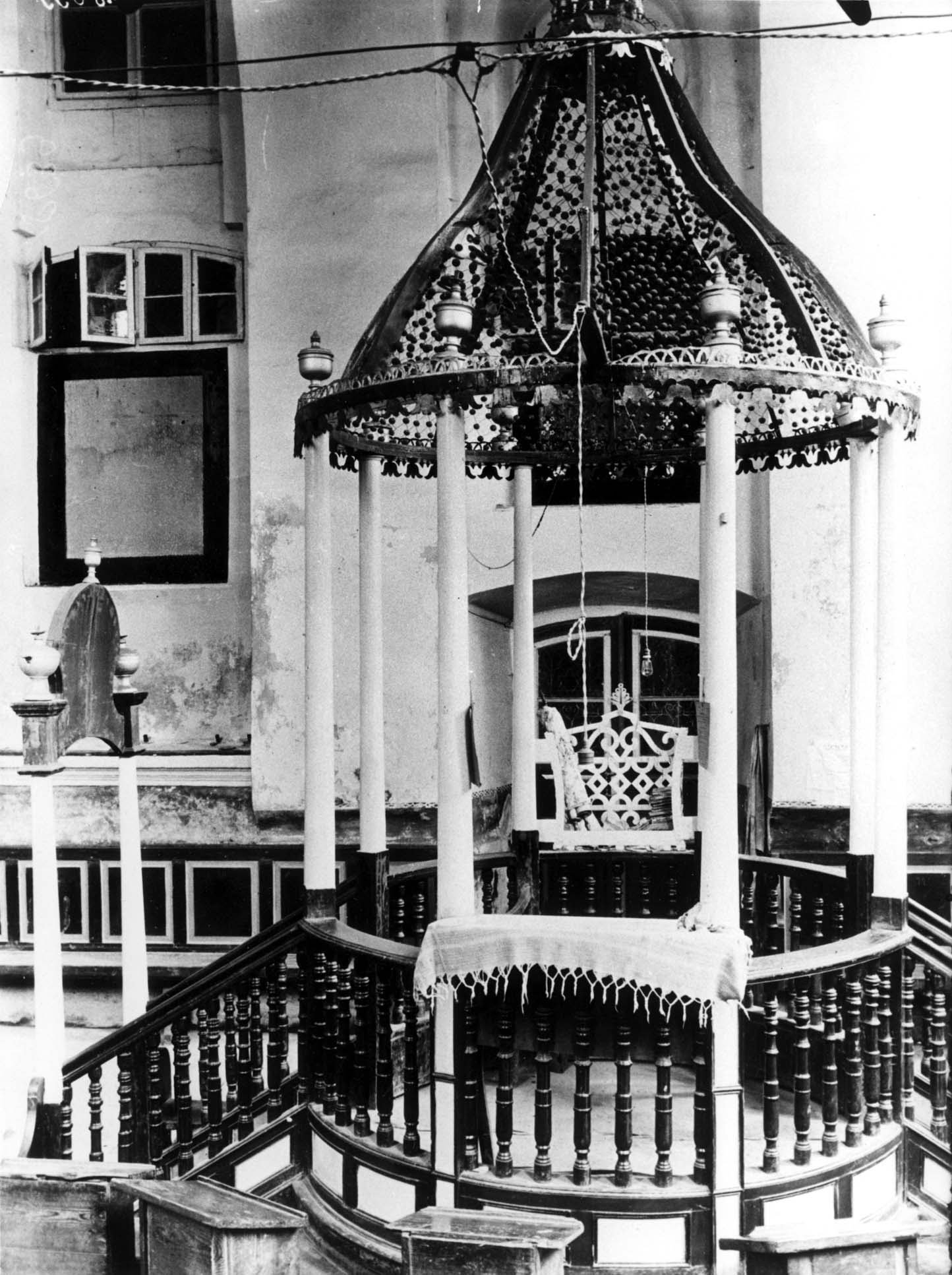
Bima